# Frencq
Frencq är en kommun i departementet Pas-de-Calais i regionen Hauts-de-France i norra Frankrike. Kommunen ligger i kantonen Étaples som tillhör arrondissementet Montreuil. År 2022 hade Frencq 899 invånare.

## Befolkningsutveckling
Antalet invånare i kommunen Frencq
| Referens: INSEE |